# Hélène Metzger
Pour les articles homonymes, voir Metzger.
Hélène Metzger, née Bruhl,  est une chimiste, historienne de la chimie et philosophe des sciences française, née à Chatou le 26 août 1889 et déportée le 7 mars 1944 vers Auschwitz où elle est morte.

## Biographie
Hélène Metzger est issue d'une famille de commerçants juifs assez aisée. Son père, Paul Moïse Bruhl (1855–1922), est le petit-fils d'Isaac Bruhl, un célèbre rabbin de Worms, et le fils de David Bruhl (1823–1901) qui, après avoir émigré de Worms aux États-Unis, est venu s'établir en France. Sa mère, Eugénie Émilie Adler, née en 1864 à Francfort, est morte lorsque Hélène avait deux ans, à la naissance de sa sœur Louise. La sœur du père d'Hélène, Alice Louise Bruhl, épouse en 1882 Lucien Lévy, qui s'appelle dès lors Lucien Lévy-Bruhl ; celui-ci va devenir un célèbre anthropologue et philosophe qui sera, tout au long de sa vie, une référence personnelle et intellectuelle et un soutien précieux pour sa nièce Hélène. Après la mort de la mère d'Hélène, lorsque celle-ci est âgée de huit ans, son père se remarie avec Marguerite Casevitz ; de ce mariage vont naître trois garçons, dont Adrien, qui sera un grand professeur, secrétaire général de l'École française de Rome puis doyen de la faculté des lettres de Lyon. Hélène, qui s’entend mal avec sa belle-mère, grandit comme une enfant introvertie, triste et solitaire.
En mai 1913, elle épouse Paul Metzger, un jeune historien, professeur à l'Université de Lyon, originaire d'une famille juive alsacienne. Celui-ci est tué en septembre 1914, au cours de l'une des premières batailles de la Première Guerre mondiale. Le couple n'a pas d'enfant. Hélène, qui ne se remarie pas, vit de sa fortune personnelle et de sa pension de veuve de guerre, qui lui donnent une certaine indépendance. Après la mort de son mari, elle va consacrer toute sa vie (et ses ressources) à l'histoire des sciences.
Hélène Metzger commence ses recherches dans un isolement intellectuel complet, mais établit peu à peu des contacts avec des philosophes et des historiens des sciences tels qu'André Lalande, Gaston Milhaud, Abel Rey, Léon Brunschvicg, Emile Meyerson - ou encore George Sarton, le directeur de la revue Isis, avec lequel elle commence en 1926 une correspondance qui se poursuivra jusqu'à sa mort. Dans les années 1920 et 30 elle publie sept monographies, une trentaine d'articles dans les périodiques d'histoire des sciences (Isis, Archeion, Thalès), participe aux premiers congrès internationaux d’histoire des sciences et sera administratrice et trésorière du Comité International d’Histoire des Sciences ainsi que secrétaire de la section d'histoire des sciences du Centre international de synthèse fondé par Henri Berr, et dans lequel siège notamment Lucien Febvre. Néanmoins, elle n'obtient jamais de poste universitaire, et souffre toute sa vie de ce manque de reconnaissance institutionnelle qui la cantonne à un statut d'amateur.
Le 8 février 1944, Hélène Metzger est arrêtée par la police à son domicile lyonnais, 28 rue Vaubecour. Elle est internée à la prison Montluc puis transférée le 20 février 1944 dans le camp de Drancy. 
Le 7 mars 1944, elle quitte Drancy par le convoi no 69, qui arrive le 10 mars 1944 à Auschwitz. Le moment précis de sa mort est incertain.

## Formation scientifique
Dans une lettre adressée au philosophe Emile Meyerson en 1933, Hélène Metzger évoque douloureusement son « éducation défectueuse » et « ce qu'on a refusé de [lui] enseigner (...) enfant. » Le père d'Hélène, en effet, ne lui permet pas (contrairement à son frère Adrien par exemple) de poursuivre ses études au lycée pour obtenir le baccalauréat. Hélène doit donc se contenter de préparer le brevet supérieur, qui ne lui ouvre l'accès qu'à trois années d'études universitaires. Elle choisit d'étudier la cristallographie à la Sorbonne, et obtient un diplôme d’études supérieures en cristallographie en 1912 dans le laboratoire de Frédéric Wallerant. En l'absence de baccalauréat, elle ne peut pas passer de doctorat d’état, mais seulement le doctorat d'université (moins prestigieux) ; pendant la guerre, elle rédige sa thèse — une thèse d'histoire des sciences et non de science — qui deviendra La Genèse de la science des cristaux (1918). Son professeur de cristallographie n’y voyant « que des choses qui n'intéresseront personne », elle en fait une thèse es lettres qu'elle soutient en 1918 sous la direction du philosophe André Lalande.
Cet ouvrage relate la façon dont la cristallographie, en se détachant progressivement de la minéralogie, de la biologie, de la physique et de la chimie, est devenue une science indépendante à la fin du XVIIIe siècle.

## Historienne de la chimie
Son travail porte sur l'Histoire de la chimie française du XVIIe / XVIIIe siècle. Elle détourne l'attention de l'idée d'une grande science, faite par des grands hommes, pour une conception de la science faite aussi par des scientifiques moins connus et faite de théories qui ne sont pas reconnues comme valides. Dans ses études autour de l'alchimiste Nicolas Lémery, elle a démontré le rôle qu'il a joué dans le développement de la chimie moderne.

## Philosophe des sciences
Après avoir été rejetée par son professeur pour La genèse de la science des cristaux, elle trouve sa voie à la Sorbonne dans un groupe de philosophes qui partagent son intérêt pour l'étude de l'histoire des sciences : Gaston Milhaud, Léon Brunschvicg, André Lalande et Abel Rey.
Selon elle, l'histoire des sciences, dont l'objectif est de développer la connaissance sur l'esprit humain, doit porter sur des analyses temporellement circonscrites et se focaliser sur les acteurs. Comprendre la nature de la connaissance scientifique suppose de comprendre comment les scientifiques organisent leur propre production de connaissance et comment le moment socio-historique et le « sens commun » influencent la production des savoirs. Tous les êtres humains partagent une pensée expansive, une forme de pensée créative que la logique n'a pas encore disciplinée et qui construit des analogies entre les objets. Cette capacité à raisonner par analogies est partagée par tous les êtres humains. La pensée analogique assimile la pensée magique (celle, par exemple, de la médecine de la Renaissance) et celle de la science occidentale, et est à la base de l'invention.

## Réception
Un colloque sur Hélène Metzger a été organisé par le Centre international de synthèse les 21, 22 et 23 mai 1985 au Collège de France. Le volume, édité par Gad Freudenthal, Études sur/Studies on Hélène Metzger, est issu de ce colloque.

## Publications
- Étude cristallographique du chlorate de lithium (1912) [lire en ligne]
- Une théorie de la double réfraction chez Buffon (1914) [lire en ligne]
- La genèse de la science des cristaux (1918)
- L'évolution du règne métallique d'après les alchimistes du XVIIe siècle (1922)
- Les doctrines chimiques en France du début du XVIIe à la fin du XVIIIe siècle (1923)
- Les concepts scientifiques (1926)
- Newton et l'évolution de la théorie chimique (1929)
- Newton, Stahl, Boerhaave et la doctrine chimique (1930)
- La chimie (1930)
- Eugène Chevreul : historien de la chimie (1931)
- Introduction à l'étude du rôle de Lavoisier dans l'histoire de la chimie (1932)
- La Philosophie de la matière chez Lavoisier (1935)
- Attraction universelle et religion naturelle chez quelques commentateurs anglais de Newton, sous la direction d'Alexandre Koyré (1938)
  - Première partie : Introduction philosophique, sous la direction de Federigo Enriques
  - Deuxième partie : Newton, Bentley, Whiston, Toland, sous la direction de Federigo Enriques
  - Troisième partie : Clarke, Cheyne[9], Derham, Baxter, Priestley, sous la direction de Federigo Enriques
- La Science, l’appel de la religion et la volonté humaine (1954)
- La Méthode philosophique en histoire des sciences, dirigé par Gad Freudenthal (1987)
- Extraits de lettres, 1921–1944, dans Gad Freudenthal, Études sur / Studies on Hélène Metzger (1990), p. 247–269.